# Calisto
Calisto (лат.) — род бабочек-бархатниц из семейства Satyridae (или подсемейство Satyrinae в составе Nymphalidae). Представители рода встречаются только на Карибских островах. Из 44 видов, которые считаются существующими в настоящее время, одиннадцать встречаются на Кубе, один на Пуэрто-Рико, один на острове Анегада, один на Ямайке, два на Багамах и двадцать восемь на острове Гаити.

## Описание
Бабочки средних размеров, длина крыльев до 2 см. Возраст кроновых видов Calisto оценивается как ранний олигоцен (31 ± 5 млн лет). Несмотря на то, что монофилия рода представляется очевидной, его положение в трибе Satyrini до сих пор не определено. Морфологические исследования относят Calisto к подтрибе Pronophilina, тесно связанной с неотропическим родом Eretris. Однако это не было подтверждено на молекулярном уровне. Определенные морфологические сходства даже заставили некоторых авторов предположить африканское родство, например, с подтрибой Ypthimina (Satyrini) и трибой Dirini.

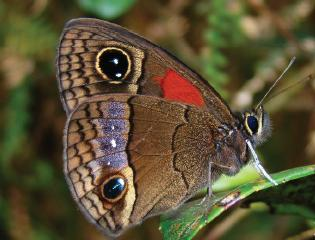
Calisto occulta
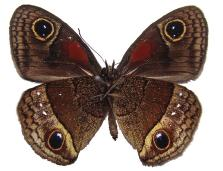
Calisto brochei

## Таксономия
Род был впервые описан в 1823 году немецким энтомологом Якобом Хюбнером (1761—1826). В состав рода включают более 40 видов.
- Calisto ainigma Johnson, Quinter & Matusik, 1987[11]
- Calisto anegadensis Smith, Miller & McKenzie, 1991[12]
- Calisto apollinis Bates, 1934
- Calisto aquilum Núñez, 2013[13]
- Calisto arcas Bates, 1939[14]
- Calisto archebates (Ménétriés, 1832)
- Calisto batesi Michener, 1943
- Calisto bradleyi Munroe, 1950
- Calisto brochei Torre, 1973[15]
- Calisto bruneri Michener, 1949[16]
- Calisto chrysaoros Bates, 1935[17]
- Calisto chlenchi Schwartz & Gali, 1984[18]
- Calisto clydoniata Schwartz & Gali, 1984
- Calisto confusa Lathy, 1899
- Calisto crypta Gali, 1985[19]
- Calisto disjunctus  Núñez & Barro-Cañamero, 2019[20]
- Calisto debarriera Clench, 1943
- Calisto dissimulatum Núñez, 2013[13]
- Calisto eleleus Bates, 1935[17]
- Calisto franciscoi Gali, 1985[19]
- Calisto galii Schwartz, 1983[21]
- Calisto grannus Bates, 1939[14]
- Calisto gundlachi  Núñez & Barro-Cañamero, 2019[20]
- Calisto herophile Hübner, [1823][22]
- Calisto hysius (Godart, [1824])
- Calisto israeli Torre, 1973
- Calisto lastrai  Núñez, 2019[20]
- Calisto loxias Bates, 1935[17]
- Calisto lyceius Bates, 1935[17]
- Calisto muripetens Bates, 1939[14]
- Calisto neochma Schwartz, 1991[23]
- Calisto nubila Lathy, 1899
- Calisto obscura Michener, 1943
- Calisto occulta Núñez, 2012[4]
- Calisto pauli Johnson & Hedges, 1998[24]
- Calisto pulchella Lathy, 1899
- Calisto raburni Gali, 1985[19]
- Calisto schwartzi Gali, 1985[19]
- Calisto sharkeyae  Núñez, Minno & Barro-Cañamero, 2019[20]
- Calisto sibylla Bates, 1934
- Calisto siguanensis Núñez & Barro-Cañamero, 2019[20]
- Calisto smintheus Bates, 1935[17]
- Calisto tasajera González, Schwartz & Wetherbee, 1991[25]
- Calisto thomasi Johnson & Hedges, 1998[24]
- Calisto torrei Núñez, 2013[13]
- Calisto tragius Bates, 1935[17]
- Calisto victori  Pérez–Asso, Núñez Aguila & Genaro, 2016[7]
- Calisto wetherbeei Schwartz & González, 1988
- Calisto woodsi Johnson & Hedges, 1998[24]
- Calisto zangis (Fabricius, 1775)